# 만선사관
만선사관(滿鮮史觀)은 20세기초에 일본 학자들에 의해 주장된 한국사에 대한 관점으로, 괴뢰국 만주국과 조선의 역사는 하나이며 한반도의 역사와 문화는 만주국에 종속적이라고 하는 주장이다. 만선사관은 중국의 동북에 대한 영향을 제한하였고 만주족들의 주체성을 인정하지 않고, 한국 문화의 독자성과 주체성을 인정하지 않았다. 이는 한반도와 중국 동북 침략을 정당하게하기 위한 것이다. 이로 인해 잘못된 역사관이 심어졌는데, 중국 동북지방을 만주지방이라고 부르게 된다는 것이다. 정작 청나라 황실은 명나라 영토를 점령한 뒤 이 지역을 동북이라고 불렀다. 만주는 건주여진이 숙신, 말갈을 하나로 합친뒤 불교의 보살 만주슈리에서 차용하여 부른 이름이지, 만주족 뿐만 아니라 그 이전에 여러 북방민족이 이 지역을 만주라는 지명으로 부른적이 없다.
만선사관을 주장했던 대표적인 학자로는 시라토리 구라키치(白鳥庫吉), 이나바 이와키치(稲葉岩吉), 도리야마 기이치(일본어) 등이 있다.

## 같이 보기
- 조선사 편수회
- 식민사관
- 대륙사관
- 대아시아주의
- 일본의 역사교과서 문제

## 참고 문헌 및 링크
- 「식민사관」, 브리태니커 백과